# Río Villalobos
El río Villalobos es un corto río de la República de Guatemala, que discurre por el departamento de Guatemala y dentro del área urbana de la ciudad capital del país. Tiene una longitud promedio de 21,8 km y un perímetro aproximado de 58 km. El caudal del cuerpo hídrico, en su volumen regular, alcanza los 773 l/s. Sus aguas registran altísimos índices de contaminación, por las descargas domiciliares e industriales de la zona metropolitana, que sobre todo en época de invierno arrastran deshechos sólidos, lodo, basura domiciliar y ripio. 
El río pertenece a la cuenca del lago de Amatitlán, en el cual se drena, siendo así su mayor afluente y a la vez, foco de extrema contaminación. Está conformado por varias microcuencas; en él convergen los ríos Platanitos, Molino, Pinula, Las Minas, San Lucas y Parrameño. El río Villalobos se forma de la unión de los ríos tributarios Molino y San Lucas a la altura del kilómetro 12,5 de la ruta CA-9 al Pacífico, cercano al complejo de puentes Villalobos nombrados por éste.
El rio corre desde este punto hasta su desembocadura en el lago de Amatitlán. La contaminación intensa del río se empezó a detectar desde 1978, cuando ya presentaba elevada polución por sólidos en suspensión, hedor fétido y concentraciones de plomo, fósforo, potasio, sodio y nitratos, así como excretas humanas, con presencia de coliformes fecales, provenientes de aguas negras y drenajes caseros. El río Villalobos continúa recibiendo las descargas residuales de tipo doméstico, industrial, agrícola y hospitalario, entre otros, de las partes sur y oriental de la ciudad capital, así como de los municipios de San Miguel Petapa, Villa Canales, Villa Nueva, Santa Catarina Pinula y Mixco. La mayor descargue de aguas residuales corresponde a la ciudad de Guatemala, por demografía y red de drenaje. La ciudad de Guatemala vierte sus desechos sin tratamiento alguno en la cuenca de los ríos el Frutal y Pinula, principales afluentes del Villalobos. El río Pinula recibe las aguas residuales de las zonas 10, 14, 13 y el río El Frutal, las aguas de las zonas 12 y 11, las más pobladas de la capital.
La cuenca del río Villalobos se encuentra situada dentro del sistema montañoso, formado por la faja volcánica del Pacífico que atraviesa al país y que se compone de rocas terciarias y cuaternarias. El valle es el resultado de una depresión de origen tectónico de dirección NE-SO en forma de recipiente alargado, en una extensión aproximada de 800 km². 

En los últimos años, la deposición de sedimentos en la zona de desfogue del río Villalobos ha sido tal, que anualmente cobra un área considerable del Lago de Amatitlán en al menos 10,000 m². Debido a la sobrepoblación, los márgenes del río están casi completamente desforestados y erosionados. Dentro de las obras que ha realizado la Autoridad de Rescate del lago de Amatitlán para recuperar el lago de Amatitlán, se han desarrollado proyectos de diques y pozos de saneamiento a lo largo del río. La descarga de drenajes, sin embargo, sigue siendo la principal causa de polución, careciéndose de infraestructura adecuada para el tratamiento de las aguas. Según dictámenes técnicos, plantas de filtración sanitaria, alcantarillado, separación del agua pluvial del agua residual, proyectos ecológicos, prohibición de industrias contaminantes, inversión medioambiental, entre otros recursos, se requerirían para la salubridad del cauce.